# 違う曲にしようよ
「違う曲にしようよ」（ちがうきょくにしようよ）は、日本の音楽ユニットずっと真夜中でいいのに。の楽曲。2022年2月16日にEMI Recordsより、各種音楽配信サービスにてリリースされた。

## 概要
前作『袖のキルト』以来約2週間ぶりのリリースとなった。